# 永田敬生
永田 敬生（ながた たかお、1911年9月1日 - 1998年2月9日）は、日本の経営者。日立造船社長、会長を務めた。熊本県出身。

## 経歴
1933年に長崎高等商業学校を卒業し、1934年に大阪鉄工所(のちの日立造船)に入社。1962年11月に社長に就任し、1979年6月には会長に就任。1983年6月に代表取締役を経て、1986年4月から取締役相談役を務めた。日本経営者団体連盟副会長も務めた。
1998年2月9日心不全のために死去。86歳没。

## 栄誉
- デンマーク・ダンネブログ勲章(1967年)
- 藍綬褒章(1970年11月)
- 勲一等瑞宝章(1983年11月)